# Гаплогруппа K1a (мтДНК)
Гаплогруппа K1a — гаплогруппа митохондриальной ДНК человека.

## Субклады
- K1a
  - K1a1
  - K1a2
  - K1a3
  - K1a4
  - K1a5
  - K1a6
  - K1a7
  - K1a8
  - K1a12
  - K1a17
  - K1a18
  - K1a19
  - K1a23
  - K1a25
  - K1a27
  - K1a28
  - K1a29
  - K1-a4 T195C!
    - K1a9*
    - K1a10
    - K1a13
    - K1a14
    - K1a15
    - K1a16
    - K1a26

  - K1a-a C150T
    - K1a11
    - K1a24
    - K1a30
    - K1a31

## Палеогенетика

### Неолит

#### Анатолия
- Бончуклу[нем.] — Конья (ил), Турция
  - Bon002 — Ж — K1a
  - ZMOJ — 8300–7800 BCE — М — K1a : C
- Тепечик-Чифтлик[нем.] — Нигде (ил), Турция
  - Tep001 — 7014 BC — М. — K1a : n/a

#### Европа
Культура Кёрёш
- Törökszentmiklós road 4 site 3 — Яс-Надькун-Сольнок (медье), Венгрия
  - GEN68 — 5706–5541 BCE — Ж — K1a
- Berettyóújfalu-Morotva-liget — Хайду-Бихар, Венгрия
  - HUNG276, KO2 — 5713–5566 BCE — Ж — K1a

Линейно-ленточная керамика
- Ebes-Sajtgyár — Венгрия
  - EBSA2a — 5300–4900 BCE — Ж — K1a
- Hajdúnánás-Eszlári út — Венгрия
  - HAJE7a — 5302–5057 BCE — М — K1a : I2c[1]

Кардиальная керамика
- пещера Авелланера — Каталония, Испания
  - Ave01, Ave02, Ave06 — 5000 BC — М — K1a : G2a

Лендьель
- Szemely-Hegyes — Баранья (медье), Венгрия
  - SZEH7b — 4930–4715 BCE — Ж — K1a

Баденская культура
- Balatonlelle-Felső-Gamász — Шомодь (медье), Венгрия
  - I2752 — GEN21 — 3600–2850 BCE — М — K1a : I2a1

## Публикации
- Ancient DNA reveals male diffusion through the Neolithic Mediterranean route (14 июня 2011).
- Ancient DNA suggests the leading role played by men in the Neolithic dissemination (8 ноября 2011).
- The Demographic Development of the First Farmers in Anatolia (10 октября 2016).
- Parallel palaeogenomic transects reveal complex genetic history of early European farmers (8 ноября 2017).
- Late Pleistocene human genome suggests a local origin for the first farmers of central Anatolia (20 сентября 2018).